# Eupithecia brunneicosta
Eupithecia brunneicosta är en fjärilsart som beskrevs av W. Warren 1904. Eupithecia brunneicosta ingår i släktet Eupithecia och familjen mätare. Inga underarter finns listade i Catalogue of Life.